# Glasfibertejp

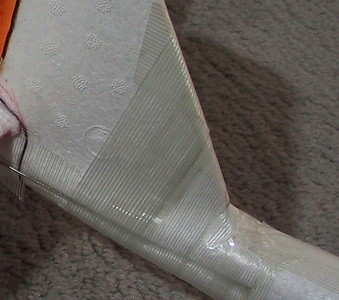
Glasfibertejp används för att reparera ett modellflygplan.

Glasfibertejp är en tejp av glasfiber och med värmehärdande häftämne. Den används för isolering, fasthållning av kablar och utrustning i elektriska apparater. Tejpen har en hög dragkraftförmåga. Glasfibertejp kan även användas som packtejp för tyngre gods och kartonger.